# Groupe d'astronautes 22

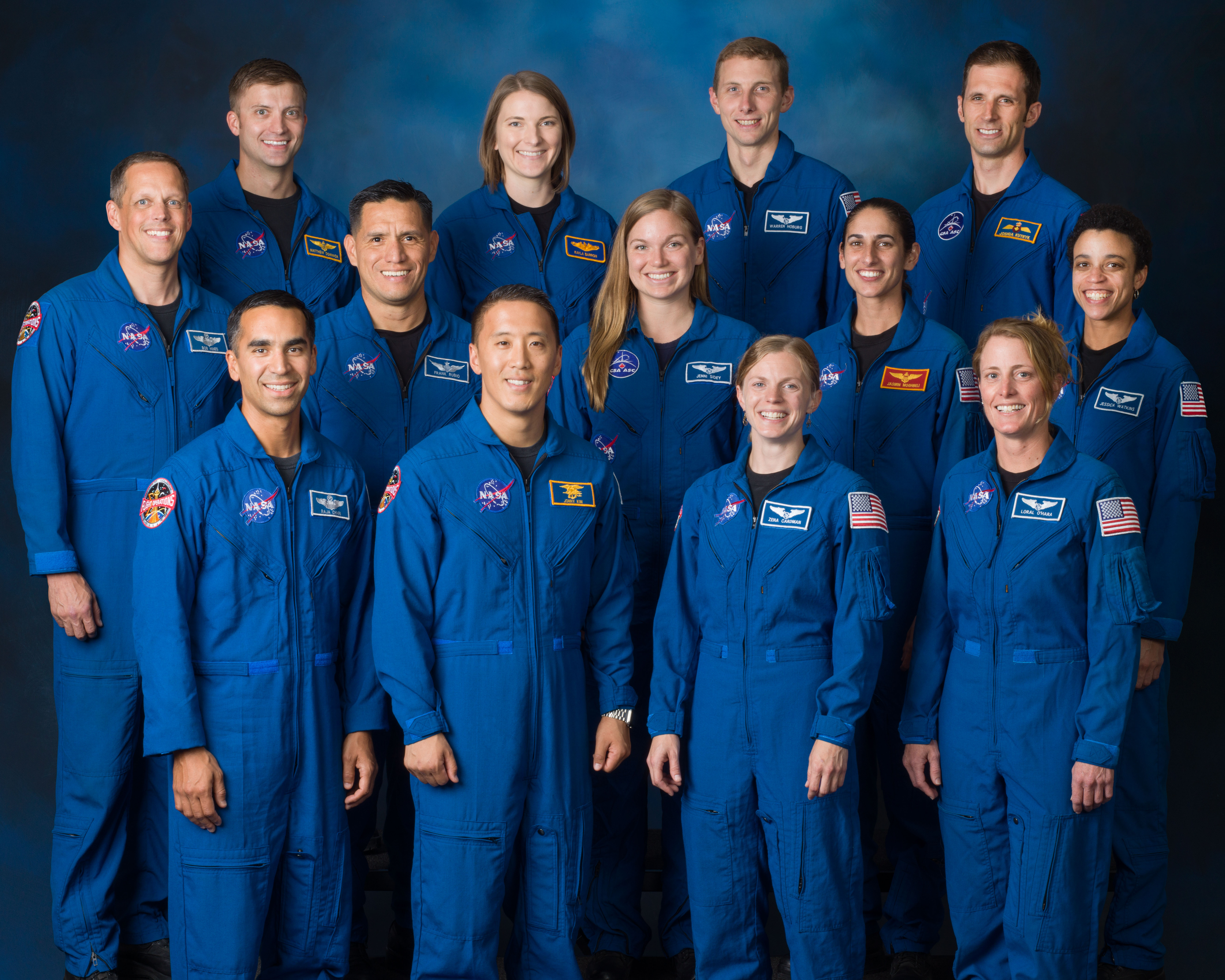
Portrait du groupe d'astronautes 22 de la NASA
Derrière de gauche à droite : Matthew Dominick, Kayla Barron, Warren Hoburg et Josh Kutryk (CSA)
Milieu de gauche à droite : Bob Hines, Frank Rubio, Jenny Sidey (CSA), Jasmin Moghbeli et Jessica Watkins
Devant de gauche à droite : Raja Chari, Jonny Kim, Zena Cardman et Loral O' Hara.

Le groupe d'astronautes 22 de la NASA (surnommé « The Turtles ») est un groupe de onze astronautes sélectionnés en juin 2017.

## Histoire
La NASA a annoncé la sélection de ce groupe d'astronautes en novembre 2015 et accepté les demandes d'embauche d'astronautes de décembre 2015 à février 2016. Un nombre record de demandes — plus de 18 300 — ont été reçues. Le nom des douze candidats finalement sélectionnés a été annoncé publiquement le 7 juin 2017. 
Les candidats astronautes du groupe (candidat est le terme pour un astronaute nouvellement sélectionné de la NASA qui n'a pas terminé la formation de base de deux ans et qui n'est pas encore assignable à une mission) sont arrivés au Centre spatial Johnson à Houston pour une formation en août 2017. Une fois le programme d'entraînement complet terminé, ils seront disponibles pour de futures missions.
La classe a été présentée lors d'une conférence de presse au Johnson Space Center par le vice-président américain Mike Pence. L'âge des sept hommes et cinq femmes sélectionnés variait de 29 à 42 ans au moment de l'annonce.
En décembre 2020, la NASA rend publique la liste des 18 astronautes (neuf hommes et neuf femmes) sélectionnés pour le programme Artemis,, Parmi eux figurent huit membres du groupe 22 : Barron, Chari, Dominick, Hoburg, Kim, Moghbeli, Rubio et Watkins.

## Membres du groupe
- Kayla Barron (née en 1987) : Lieutenant dans l'US Navy[7]
  - Station spatiale internationale, 2021-2022 : Mission SpaceX Crew-3 - Expédition 66
- Zena Cardman (née en 1987) : doctorante à l'université d'État de Pennsylvanie[8]
  - Station spatiale internationale, 2025-2026 : Mission SpaceX Crew-11 - Expédition 74
- Raja Chari (né en 1977) : Lieutenant-colonel dans l'US Air Force[9]
  - Station spatiale internationale, 2021-2022 : Mission SpaceX Crew-3 - Expédition 66
- Matthew Dominick (né en 1981) : Lieutenant-commandant dans l'US Navy[10]
  - Station spatiale internationale, 2021-2022 : Mission SpaceX Crew-8 - Expédition 70, 71, 72
- Robert Hines (né en 1975) : pilote de test de la NASA[11]
  - Station spatiale internationale, 2022 : Mission SpaceX Crew-4 - Expédition 67
- Warren Hoburg (né en 1985) : professeur adjoint d'aéronautique et d'astronautique, MIT[12]
  - Station spatiale internationale, 2023 : Mission SpaceX Crew-6 - Expédition 69
- Jonny Kim : Lieutenant dans les Navy SEAL[13]
  - Station spatiale internationale, 2025 : Mission Soyouz MS-27 - Expédition 73, 74
- Jasmin Moghbeli (née en 1983) : Major du Corps des Marines[7]
  - Station spatiale internationale, 2023 : Mission SpaceX Crew-7 - Expédition 70
- Loral O'Hara (née en 1983) : ingénieur de recherche, Institut océanographique de Woods Hole[7]
  - Station spatiale internationale, 2022-23 : Mission Soyouz MS-24 - Expédition 69, 70
- Francisco Rubio (né en 1975) : Major de l'Armée américaine[14]
  - Station spatiale internationale, 2022-23 : Mission Soyouz MS-22/Soyouz MS-23 - Expédition 67, 68, 69
- Jessica Watkins (née en 1988) : boursière postdoctorale, California Institute of Technology[15].
  - Station spatiale internationale, 2022 : Mission SpaceX Crew-4 - Expédition 67

## Partenaires étrangers
- Joshua Kutryk (né en 1982) : Lieutenant-colonel de l'Aviation royale canadienne, pilote militaire
- Jennifer Sidey (née en 1988) : Ingénieure en mécanique, chercheuse en combustion canadienne

## Ancien membre
- Robb Kulin (né en 1983) : Ingénieur en chef de lancement à SpaceX[15], a démissionné en août 2018 avant de terminer sa formation[16].